# 本草衍义
《本草衍义》，又名《本草广义》、《圖經衍義本草》，北宋寇宗奭撰，共20卷。
寇宗奭是宋代人，通明醫理，尤精本草之學。他认为掌禹錫《嘉祐本草》和苏颂《本草图经》存在许多疏误，歷十餘年，採拾眾善，成书于政和六年（1116年），宣和元年（1119年）寇宗奭之侄寇約校勘後刊行，當為此書最早刊本，惜已佚。南宋淳熙十二年（1185年）江西轉運司刻慶元元年（1195年）重修本將《本草衍義》附於《證類本草》之後同刊，亦佚。庆元元年（1195）江南西路转运司段杲、吴猎等重新修版刊行《大观本草》时，又将此书附刻于后。庆元本是现存的最早版本。金朝张存惠将此书内容逐条散入《政和本草》中后，此书随《政和本草》的流传於世。元明以後各種合編本不斷翻刻，至清末已罕見單行本。宣统二年（1910年）柯逢時將杨守敬在日本取得的南宋本刊印，是為單行本，收入武昌医学馆丛书。
《本草衍義》延續了《證類本草》金石、水土、草、木、人、禽獸、鱗介、魚蟲、果菜、米谷的分類方式。此书收药物470種，集本草诸家之说，结合撰者辨验药材的实践经验。而且能够将《素问》中的药理原则运用于解释药效。明代李時珍稱其書“參考事實，核其情理，援引辨證，發明良多，東垣、丹溪諸公亦尊信之”。

## 外部連結
- 本草衍義 中藥方劑圖像數據庫 (香港浸會大學中醫藥學院) （中文）（英文）